# Coppa del Mondo di scherma 2022
La Coppa del Mondo di scherma 2021-2022 è stata la 51ª edizione della competizione organizzata ogni anno dalla Federazione internazionale della scherma. È iniziata l'11 novembre 2021 ad Orléans e si è conclusa nel luglio 2022, al termine dei campionati del mondo.

## Distribuzione dei punti

### Individuale
Le competizioni del calendario si suddividono in cinque categorie. Tutte portano dei punti validi per la Coppa del Mondo secondo un coefficiente prestabilito: 1 per le prove di Coppa del Mondo e i campionati continentali, 1,5 per i Grand Prix, 2,5 per i campionati mondiali e 3 per i Giochi olimpici. I tornei satellite, destinati a far familiarizzare i giovani schermidori con le competizioni internazionali, portano pochi punti.
Per calcolare la classifica di uno schermidore, contano solamente i cinque migliori punteggi ottenuti durante le prove di Coppa del Mondo, Grand Prix e satellite, oltre ai campionati mondiali e ai Giochi olimpici..
| Pos.                                    | 1  | 2  | 3-4 | 5-8 | 9-16 | 17-32 | 33-64 | 65-96 | 97-128 | 129-256 |
| --------------------------------------- | -- | -- | --- | --- | ---- | ----- | ----- | ----- | ------ | ------- |
| Satellite                               | 4  | 3  | 2   | 1   | 0    | 0     | 0     | 0     | 0      | 0       |
| Campionati continentali Coppa del Mondo | 32 | 26 | 20  | 14  | 8    | 4     | 2     | 1     | 0,5    | 0,25    |
| Grand Prix                              | 48 | 39 | 30  | 21  | 12   | 6     | 3     | 1,5   | 0,75   | 0,375   |
| Campionati mondiali                     | 80 | 65 | 50  | 35  | 20   | 10    | 5     | 2,5   | 1,25   | 0,625   |
| Giochi olimpici                         | 96 | 78 | 60  | 42  | 24   | 12    | 6     | 3     | 1,5    | 0,75    |

### A squadre
La distribuzione dei punti è la stessa per tutte le competizioni a squadre, tranne che per i campionati mondiali che portano il doppio dei punti.
Per calcolare la classifica di una squadre, contano solamente i quattro migliori risultati delle prove di Coppa del Mondo, oltre a quelli di campionati mondiali o Olimpiadi e dei campionati continentali.
| Pos.                                    | 1   | 2   | 3  | 4  | 5  | 6  | 7  | 8  | 9  | 10 | 11 | 12 | 13 | 14 | 15 | 16 | 17-32 |
| --------------------------------------- | --- | --- | -- | -- | -- | -- | -- | -- | -- | -- | -- | -- | -- | -- | -- | -- | ----- |
| Campionati continentali Coppa del Mondo | 64  | 52  | 40 | 36 | 32 | 30 | 28 | 26 | 25 | 24 | 23 | 22 | 21 | 20 | 19 | 18 | 8     |
| Campionati mondiali                     | 128 | 104 | 80 | 72 | 64 | 60 | 56 | 52 | 50 | 48 | 46 | 44 | 42 | 40 | 38 | 36 | 16    |

## Calendario
| Legenda | Abbreviazione | Categoria               |
|         | CM            | Campionati mondiali     |
|         | CC            | Campionati continentali |
|         | GP            | Grand Prix              |
|         | CdM           | Coppa del Mondo         |
|         | Sat           | Tornei satelliti        |

### Donne

#### Circuito principale
| Data             | Nome e luogo                                                | Cat. | Arma     | Tipo    | Vincitrice                                                                                | Finalista                                                                            | Semifinaliste                                                                               | T      |
| ---------------- | ----------------------------------------------------------- | ---- | -------- | ------- | ----------------------------------------------------------------------------------------- | ------------------------------------------------------------------------------------ | ------------------------------------------------------------------------------------------- | ------ |
| 11 novembre 2021 | Grand Prix Nuoma Orléans                                    | GP   | Sciabola | Indiv.  | Despina Georgiadou                                                                        | Theodora Gkountoura                                                                  | Svetlana Ševelëva Yoon Ji-su                                                                | [ 3 ]  |
| 19 novembre 2021 | Coppa del Mondo Tallinn                                     | CdM  | Spada    | Indiv.  | Joséphine Jacques-André-Coquin                                                            | Marie-Florence Candassamy                                                            | Federica Isola Alexandra Louis-Marie                                                        | [ 4 ]  |
| 19 novembre 2021 | Coppa del Mondo Tallinn                                     | CdM  | Spada    | Squadre | Russia Tat'jana Andrjušina Violetta Kolobova Aizanat Murtazaeva Anastasija Soldatova      | Germania Alexandra Ehler Alexandra Ndolo Nadine Stahlberg Laura Wetzker              | Italia Alice Clerici Nicole Foieta Federica Isola Alberta Santuccio                         | [ 5 ]  |
| 10 dicembre 2021 | Challenge international de Saint-Maur Saint-Maur-des-Fossés | CdM  | Fioretto | Indiv.  | Alice Volpi                                                                               | Lee Kiefer                                                                           | Jacqueline Dubrovich Francesca Palumbo                                                      | [ 6 ]  |
| 10 dicembre 2021 | Challenge international de Saint-Maur Saint-Maur-des-Fossés | CdM  | Fioretto | Squadre | Italia Erica Cipressa Martina Favaretto Camilla Mancini Alice Volpi                       | Giappone Sera Azuma Komaki Kikuchi Karin Miyawaki Yūka Ueno                          | Russia Leyla Pirieva Kristina Samsonova Aleksandra Sunduchkova Svetlana Tripapina           | [ 7 ]  |
| 14 gennaio 2022  | Coppa del Mondo Poznań                                      | CdM  | Fioretto | Indiv.  | Alice Volpi                                                                               | Eleanor Harvey                                                                       | Chen Qingyuan Martina Favaretto                                                             | [ 8 ]  |
| 14 gennaio 2022  | Coppa del Mondo Poznań                                      | CdM  | Fioretto | Squadre | Stati Uniti Jacqueline Dubrovich Lee Kiefer Zander Rhodes Maia Weintraub                  | Giappone Sera Azuma Komaki Kikuchi Sumire Tsuji Yūka Ueno                            | Polonia Marika Chrzanowska Martyna Długosz Martyna Jelińska Julia Walczyk                   | [ 9 ]  |
| 14 gennaio 2022  | Coppa del Mondo Tbilisi                                     | CdM  | Sciabola | Indiv.  | Caroline Quéroli                                                                          | Theodora Gkountoura                                                                  | Rossella Gregorio Jana Egorjan                                                              | [ 10 ] |
| 14 gennaio 2022  | Coppa del Mondo Tbilisi                                     | CdM  | Sciabola | Squadre | Francia Sara Balzer Manon Brunet Sarah Noutcha Caroline Quéroli                           | Corea del Sud Choi Soo-yeon Kim Ji-yeon Seo Ji-yeon Yoon Ji-su                       | Russia Jana Egorjan Olga Nikitina Evgenia Podpaskova Svetlana Ševelëva                      | [ 11 ] |
| 28 gennaio 2022  | Glaive d'Asparoukh Plovdiv                                  | CdM  | Sciabola | Indiv.  | Anna Bašta                                                                                | Manon Brunet                                                                         | Rossella Gregorio Malina Vongsavady                                                         | [ 12 ] |
| 28 gennaio 2022  | Glaive d'Asparoukh Plovdiv                                  | CdM  | Sciabola | Squadre | Francia Sara Balzer Manon Brunet Sarah Noutcha Caroline Quéroli                           | Azerbaigian Anna Bašta Valeriya Bolshakova Sevil Bunyatova Palina Kaspiarovitch      | Italia Michela Battiston Martina Criscio Rossella Gregorio Benedetta Taricco                | [ 13 ] |
| 28 gennaio 2022  | Grand Prix del Qatar Doha                                   | GP   | Spada    | Indiv.  | Katrina Lehis                                                                             | Nelli Differt                                                                        | Marie-Florence Candassamy Erika Kirpu                                                       | [ 14 ] |
| 11 febbraio 2022 | Città di Barcellona Barcellona                              | CdM  | Spada    | Indiv.  | Song Se-ra                                                                                | Marie-Florence Candassamy                                                            | Auriane Mallo Aizanat Murtazaeva                                                            | [ 15 ] |
| 11 febbraio 2022 | Città di Barcellona Barcellona                              | CdM  | Spada    | Squadre | Francia Marie-Florence Candassamy Joséphine Jacques-André-Coquin Aliya Luty Auriane Mallo | Russia Tat'jana Andrjušina Violetta Kolobova Aizanat Murtazaeva Anastasija Soldatova | Italia Federica Isola Roberta Marzani Giulia Rizzi Alberta Santuccio                        | [ 16 ] |
| 25 febbraio 2022 | Coppa del Mondo Guadalajara                                 | CdM  | Fioretto | Indiv.  | Alice Volpi                                                                               | Lee Kiefer                                                                           | Eleanor Harvey Olga Rachele Calissi                                                         | [ 17 ] |
| 25 febbraio 2022 | Coppa del Mondo Guadalajara                                 | CdM  | Fioretto | Squadre | Stati Uniti Jacqueline Dubrovich Lee Kiefer Lauren Scruggs Maia Weintraub                 | Italia Martina Batini Erica Cipressa Martina Favaretto Alice Volpi                   | Russia Marta Martyanova Elena Petrova Alexandra Sunduchkova Svetlana Tripapina              | [ 18 ] |
| 4 marzo 2022     | Grand Prix Westend Budapest                                 | GP   | Spada    | Indiv.  | Alberta Santuccio                                                                         | Anna Kun                                                                             | Choi In-jeong Katrina Lehis                                                                 | [ 19 ] |
| 4 marzo 2022     | Coppa Acropoli Atene                                        | CdM  | Sciabola | Indiv.  | Anna Bašta                                                                                | Lucía Martín-Portugués                                                               | Sara Balzer Sylwia Matuszak                                                                 | [ 20 ] |
| 4 marzo 2022     | Coppa Acropoli Atene                                        | CdM  | Sciabola | Squadre | Italia Michela Battiston Martina Criscio Rossella Gregorio Eloisa Passaro                 | Giappone Misaki Emura Shihomi Fukushima Risa Takashima Norika Tamura                 | Stati Uniti Chloe Fox-Gitomer Honor Johnson Anne-Elizabeth Stone Elizabeth Tartakovsky      | [ 21 ] |
| 18 marzo 2022    | Coppa Bosforo Istanbul                                      | CdM  | Sciabola | Indiv.  | Manon Brunet                                                                              | Anne Poupinet                                                                        | Małgorzata Kozaczuk Lucía Martín-Portugués                                                  | [ 22 ] |
| 18 marzo 2022    | Coppa Bosforo Istanbul                                      | CdM  | Sciabola | Squadre | Corea del Sud Choi Soo-yeon Kim Ji-yeon Seo Ji-yeon Yoon Ji-su                            | Spagna Elena Hernández Lucía Martín-Portugués Araceli Navarro Celia Pérez Cuenca     | Ungheria Sugár Katinka Battai Renáta Katona Liza Pusztai Luca Szűcs                         | [ 23 ] |
| 15 aprile 2022   | Coppa del Mondo Belgrado                                    | CdM  | Fioretto | Indiv.  | Anne Sauer                                                                                | Leonie Ebert                                                                         | Martina Batini Lee Kiefer                                                                   | [ 24 ] |
| 15 aprile 2022   | Coppa del Mondo Belgrado                                    | CdM  | Fioretto | Squadre | Francia Anita Blaze Solène Butruille Pauline Ranvier Ysaora Thibus                        | Germania Leandra Behr Leonie Ebert Kim Kirschen Anne Sauer                           | Italia Erica Cipressa Arianna Errigo Martina Favaretto Alice Volpi                          | [ 25 ] |
| 29 aprile 2022   | Grand Prix Il Cairo                                         | GP   | Spada    | Indiv.  | Choi In-jeong                                                                             | Auriane Mallo                                                                        | Katharine Holmes Song Se-ra                                                                 | [ 26 ] |
| 29 aprile 2022   | Coppa Reinhold-Würth Tauberbischofsheim                     | CdM  | Fioretto | Indiv.  | Lee Kiefer                                                                                | Anita Blaze                                                                          | Erica Cipressa Karin Miyawaki                                                               | [ 27 ] |
| 29 aprile 2022   | Coppa Reinhold-Würth Tauberbischofsheim                     | CdM  | Fioretto | Squadre | Italia Erica Cipressa Arianna Errigo Martina Favaretto Alice Volpi                        | Francia Anita Blaze Solène Butruille Morgane Patru Pauline Ranvier                   | Giappone Sera Azuma Komaki Kikuchi Karin Miyawaki Yuzuha Takeyama                           | [ 28 ] |
| 6 maggio 2022    | Coppa del Mondo Hammamet                                    | CdM  | Sciabola | Indiv.  | Misaki Emura                                                                              | Déspina Georgiádou                                                                   | Manon Brunet Kanae Kobayashi                                                                | [ 29 ] |
| 6 maggio 2022    | Coppa del Mondo Hammamet                                    | CdM  | Sciabola | Squadre | Corea del Sud Choi Soo-yeon Kim Jeong-mi Kim Ji-yeon Yoon Ji-su                           | Giappone Misaki Emura Shihomi Fukushima Risa Takashima Norika Tamura                 | Francia Manon Brunet Sara Balzer Sarah Noutcha Caroline Queroli                             | [ 30 ] |
| 14 maggio 2022   | Grand Prix Incheon                                          | GP   | Fioretto | Indiv.  | Lee Kiefer                                                                                | Eleanor Harvey                                                                       | Anne Sauer Alice Volpi                                                                      | [ 31 ] |
| 20 maggio 2022   | Trofeo Luxardo Padova                                       | GP   | Sciabola | Indiv.  | Anna Bašta                                                                                | Risa Takashima                                                                       | Misaki Emura Caroline Quéroli                                                               | [ 32 ] |
| 27 maggio 2022   | Coppa del Mondo Katowice                                    | CdM  | Spada    | Indiv.  | Choi In-jeong                                                                             | Alberta Santuccio                                                                    | Marie-Florence Candassamy Anna Kun                                                          | [ 33 ] |
| 27 maggio 2022   | Coppa del Mondo Katowice                                    | CdM  | Spada    | Squadre | Corea del Sud Choi In-jeong Kang Young-mi Lee Hye-in Song Se-ra                           | Cina Li Shanshan Lin Sheng Xu Nuo Yu Sihan                                           | Stati Uniti Margherita Guzzi Vincenti Katharine Holmes Hadley Husisian Anna Van Brummen     | [ 34 ] |
| 3 giugno 2022    | Campionati panamericani Asunción                            | CC   | Spada    | Indiv.  | Isabel Di Tella                                                                           | Katharine Holmes                                                                     | Sheila Tejeda Montserrat Viveros                                                            | [ 35 ] |
| 3 giugno 2022    | Campionati panamericani Asunción                            | CC   | Spada    | Squadre | Stati Uniti Margherita Guzzi Katharine Holmes Hadley Husisian Anna van Brummen            | Venezuela Lizzie Asis Clarismar Farias Eliana Lugo María Martínez                    | Canada Ariane Léonard Leonora Mackinnon Alexanne Verret Xiao Ruien                          | [ 36 ] |
| 3 giugno 2022    | Campionati panamericani Asunción                            | CC   | Fioretto | Indiv.  | Eleanor Harvey                                                                            | Lee Kiefer                                                                           | Jacqueline Dubrovich Jessica Guo                                                            | [ 37 ] |
| 3 giugno 2022    | Campionati panamericani Asunción                            | CC   | Fioretto | Squadre | Canada Sabrina Fang Jessica Guo Eleanor Harvey Kelleigh Ryan                              | Stati Uniti Jacqueline Dubrovich Lee Kiefer Zander Rhodes Maia Weintraub             | Cile Arantza Inostroza Lisa Montecinos Katina Proestakis Rafaela Santaibañez                | [ 38 ] |
| 3 giugno 2022    | Campionati panamericani Asunción                            | CC   | Sciabola | Indiv.  | Anne-Elizabeth Stone                                                                      | Gabriella Page                                                                       | Shia Rodríguez Madison Thurgood                                                             | [ 39 ] |
| 3 giugno 2022    | Campionati panamericani Asunción                            | CC   | Sciabola | Squadre | Stati Uniti Honor Johnson Tatiana Nazlymov Anne-Elizabeth Stone Elizabeth Tartakovsky     | Canada Tamar Gordon Gabriella Page Marissa Ponich Madison Thurgood                   | Brasile Pietra Chierighini Luiza Lee Luana Pekelman Karina Trois                            | [ 40 ] |
| 10 giugno 2022   | Campionati asiatici Seul                                    | CC   | Spada    | Indiv.  | Vivian Kong                                                                               | Choi In-jeong                                                                        | Chan Wai Ling Nozomi Satō                                                                   | [ 41 ] |
| 10 giugno 2022   | Campionati asiatici Seul                                    | CC   | Spada    | Squadre | Corea del Sud Choi In-jeong Kang Young-mi Lee Hye-in Song Se-ra                           | Hong Kong Chan Wai Ling Chu Ka Mong Vivian Kong Lin Yik Hei                          | Giappone Haruna Baba Yume Kuroki Honami Suzuki Miho Yoshimura                               | [ 42 ] |
| 10 giugno 2022   | Campionati asiatici Seul                                    | CC   | Fioretto | Indiv.  | Shi Yue                                                                                   | Chen Qingyuan                                                                        | Sera Azuma Yūka Ueno                                                                        | [ 43 ] |
| 10 giugno 2022   | Campionati asiatici Seul                                    | CC   | Fioretto | Squadre | Giappone Sera Azuma Komaki Kikuchi Karin Miyawaki Yuzhua Takeyama                         | Cina Cai Yuanting Chen Qingyuan Shi Yue Wu Peilin                                    | Corea del Sud Chae Song-oh Hong Hyo-jin Hong Seo-in Kim Ki-yeun                             | [ 44 ] |
| 10 giugno 2022   | Campionati asiatici Seul                                    | CC   | Sciabola | Indiv.  | Choi Soo-yeon                                                                             | Misaki Emura                                                                         | Fu Ying Yang Hengyu                                                                         | [ 45 ] |
| 10 giugno 2022   | Campionati asiatici Seul                                    | CC   | Sciabola | Squadre | Corea del Sud Choi Soo-yeon Kim Jeong-mi Kim Ji-yeon Yoon Ji-su                           | Giappone Misaki Emura Shihomi Fukushima Kanae Kobayashi Seri Ozaki                   | Cina Fu Ying Guo Yiqi Yang Hengyu Zhuang Chenyi                                             | [ 46 ] |
| 15 giugno 2022   | Campionati africani Casablanca                              | CC   | Spada    | Indiv.  | Nardin Ehab                                                                               | Shirwit Gaber                                                                        | Aya Hussein Ndeye Binta Diongue                                                             | [ 47 ] |
| 15 giugno 2022   | Campionati africani Casablanca                              | CC   | Spada    | Squadre | Egitto Nardin Ehab Shirwit Gaber Menalla Hani Aya Hussein                                 | Marocco Saadia Bastos Myriam Bouayadi Chloé Bousfiha Camélia El Kord                 | Algeria Abik Boungab Maroua Gueham Leïa Racha Malek Yousra Zeboudj                          | [ 48 ] |
| 15 giugno 2022   | Campionati africani Casablanca                              | CC   | Fioretto | Indiv.  | Nora Mohamed                                                                              | Youssra Zakarani                                                                     | Yara El-Sharkawy Noha Hany                                                                  | [ 49 ] |
| 15 giugno 2022   | Campionati africani Casablanca                              | CC   | Fioretto | Squadre | Egitto Yara El-Sharkawy Mariam El-Zoheiry Noha Hany Nora Mohamed                          | Algeria Selma Benchekor Chaïma Guemmar Meriem Mebarki Sonia Zeboudj                  | Marocco Ilham Belfkih Manal Karmaoui Manal Saraa Youssra Zakarani                           | [ 50 ] |
| 15 giugno 2022   | Campionati africani Casablanca                              | CC   | Sciabola | Indiv.  | Zohra Nora Kehli                                                                          | Nada Hafez                                                                           | Saoussen Boudiaf Mariam Deghiedy                                                            | [ 51 ] |
| 15 giugno 2022   | Campionati africani Casablanca                              | CC   | Sciabola | Squadre | Algeria Saoussen Boudiaf Abik Boungab Zohra Nora Kehli Kaouther Mohamed Belkebir          | Tunisia Yasmine Daghfous Rania Ferjani Olfa Hezami Nour El Houda Mami                | Egitto Mariam Deghiedy Nada Hafez Zeina Saleh Sara Shouman                                  | [ 52 ] |
| 17 giugno 2022   | Campionato europeo Adalia                                   | CC   | Spada    | Indiv.  | Vlada Char'kova                                                                           | Rossella Fiamingo                                                                    | Mara Navarria Martyna Swatowska-Wenglarczyk                                                 | [ 53 ] |
| 17 giugno 2022   | Campionato europeo Adalia                                   | CC   | Spada    | Squadre | Francia Marie-Florence Candassamy Auriane Mallo Lauren Rembi Coraline Vitalis             | Italia Rossella Fiamingo Federica Isola Mara Navarria Alberta Santuccio              | Ucraina Inna Brovko Vlada Char'kova Yana Shemyakina Yuliya Svystil                          | [ 54 ] |
| 17 giugno 2022   | Campionato europeo Adalia                                   | CC   | Fioretto | Indiv.  | Leonie Ebert                                                                              | Arianna Errigo                                                                       | Ysaora Thibus Alice Volpi                                                                   | [ 55 ] |
| 17 giugno 2022   | Campionato europeo Adalia                                   | CC   | Fioretto | Squadre | Italia Arianna Errigo Martina Favaretto Francesca Palumbo Alice Volpi                     | Francia Anita Blaze Solène Butruille Pauline Ranvier Ysaora Thibus                   | Germania Leandra Behr Leonie Ebert Kim Kirschen Anne Sauer                                  | [ 56 ] |
| 17 giugno 2022   | Campionato europeo Adalia                                   | CC   | Sciabola | Indiv.  | Anna Bašta                                                                                | Rossella Gregorio                                                                    | Sara Balzer Zuzanna Cieślar                                                                 | [ 57 ] |
| 17 giugno 2022   | Campionato europeo Adalia                                   | CC   | Sciabola | Squadre | Francia Sara Balzer Sarah Noutcha Caroline Quéroli Malina Vongsavady                      | Italia Michela Battiston Martina Criscio Rossella Gregorio Eloisa Passaro            | Ucraina Yuliya Bakastova Ol'ha Charlan Olena Kravatska Olena Voronina                       | [ 58 ] |
| 15 luglio 2022   | Campionato mondiale Il Cairo                                | CM   | Spada    | Indiv.  | Song Se-ra                                                                                | Alexandra Ndolo                                                                      | Rossella Fiamingo Vivian Kong                                                               | [ 59 ] |
| 15 luglio 2022   | Campionato mondiale Il Cairo                                | CM   | Spada    | Squadre | Corea del Sud Choi In-jeong Kang Young-mi Lee Hye-in Song Se-ra                           | Italia Rossella Fiamingo Federica Isola Mara Navarria Alberta Santuccio              | Polonia Renata Knapik-Miazga Magdalena Pawłowska Kamila Pytka Martyna Swatowska-Wenglarczyk | [ 60 ] |
| 15 luglio 2022   | Campionato mondiale Il Cairo                                | CM   | Fioretto | Indiv.  | Ysaora Thibus                                                                             | Arianna Errigo                                                                       | Maria Boldor Lee Kiefer                                                                     | [ 61 ] |
| 15 luglio 2022   | Campionato mondiale Il Cairo                                | CM   | Fioretto | Squadre | Italia Arianna Errigo Martina Favaretto Francesca Palumbo Alice Volpi                     | Stati Uniti Jacqueline Dubrovich Lee Kiefer Zander Rhodes Maia Weintraub             | Francia Anita Blaze Solène Butruille Pauline Ranvier Ysaora Thibus                          | [ 62 ] |
| 15 luglio 2022   | Campionato mondiale Il Cairo                                | CM   | Sciabola | Indiv.  | Misaki Emura                                                                              | Anna Bašta                                                                           | Despina Georgiadou Araceli Navarro                                                          | [ 63 ] |
| 15 luglio 2022   | Campionato mondiale Il Cairo                                | CM   | Sciabola | Squadre | Ungheria Sugár Katinka Battai Renáta Katona Liza Pusztai Luca Szűcs                       | Francia Sara Balzer Sarah Noutcha Anne Poupinet Caroline Quéroli                     | Giappone Misaki Emura Shihomi Fukushima Kanae Koboyashi Seri Ozaki                          | [ 64 ] |

### Uomini

#### Circuito principale
| Data             | Nome e luogo                            | Cat. | Arma     | Tipo    | Vincitore                                                                   | Finalista                                                                                     | Semifinalisti                                                                                | T       |
| ---------------- | --------------------------------------- | ---- | -------- | ------- | --------------------------------------------------------------------------- | --------------------------------------------------------------------------------------------- | -------------------------------------------------------------------------------------------- | ------- |
| 11 novembre 2021 | Trofeo Nuoma Orléans                    | GP   | Sciabola | Indiv.  | Kim Jung-hwan                                                               | Luca Curatoli                                                                                 | Oh Sang-uk Kento Yoshida                                                                     | [ 65 ]  |
| 19 novembre 2021 | Grand Prix di Berna Berna               | CdM  | Spada    | Indiv.  | Rubén Limardo                                                               | Alexandre Bardenet                                                                            | Romain Cannone Andrea Santarelli                                                             | [ 66 ]  |
| 19 novembre 2021 | Grand Prix di Berna Berna               | CdM  | Spada    | Squadre | Russia Sergej Bida Georgij Bruev Nikita Glazkov Pavel Suchov                | Spagna Manuel Bargues Àngel Fabregat Eugeni Gavaldà Yulen Pereira                             | Giappone Koki Kanō Akira Komata Ryū Matsumoto Masaru Yamada                                  | [ 67 ]  |
| 14 gennaio 2022  | Challenge international de Paris Parigi | CdM  | Fioretto | Indiv.  | Cheung Ka Long                                                              | Edoardo Luperi                                                                                | Chase Emmer Alessio Foconi                                                                   | [ 68 ]  |
| 14 gennaio 2022  | Challenge international de Paris Parigi | CdM  | Fioretto | Squadre | Italia Guillaume Bianchi Alessio Foconi Daniele Garozzo Tommaso Marini      | Francia Enzo Lefort Julien Mertine Maxime Pauty Alexandre Sido                                | Stati Uniti Nick Itkin Alexander Massialas Adam Mathieu Gerek Meinhardt                      | [ 69 ]  |
| 14 gennaio 2022  | Coppa del mondo Tbilisi                 | CdM  | Sciabola | Indiv.  | Sandro Bazadze                                                              | Kamil' Ibragimov                                                                              | Kim Jung-hwan Boladé Apithy                                                                  | [ 70 ]  |
| 14 gennaio 2022  | Coppa del mondo Tbilisi                 | CdM  | Sciabola | Squadre | Corea del Sud Gu Bon-gil Kim Jung-hwan Kim Jun-ho Oh Sang-uk                | Germania Luis Bonah Raoul Bonah Frederic Kindler Matyas Szabo                                 | Russia Dmitrij Danilenko Kamil' Ibragimov Anatolij Kostenko Kirill Tyulyukov                 | [ 71 ]  |
| 28 gennaio 2022  | Grand Prix del Qatar Doha               | GP   | Spada    | Indiv.  | Yannick Borel                                                               | Aymerick Gally                                                                                | Davide Di Veroli Federico Vismara                                                            | [ 72 ]  |
| 11 febbraio 2022 | Coppa del mondo Soči                    | CdM  | Spada    | Indiv.  | Valerio Cuomo                                                               | Romain Cannone                                                                                | Ihor Rejzlin Gergely Siklósi                                                                 | [ 73 ]  |
| 11 febbraio 2022 | Coppa del mondo Soči                    | CdM  | Spada    | Squadre | Russia Sergej Bida Georgij Bruev Nikita Glazkov Pavel Suchov                | Ucraina Nikita Košman Ihor Rejzlin Roman Svičkar Yan Syč                                      | Corea del Sud Jan Hyo-min Kim Myeong-ki Kweon Young-jun Park Sang-young                      | [ 74 ]  |
| 25 febbraio 2022 | Sfida dei faraoni Il Cairo              | CdM  | Fioretto | Indiv.  | Anton Borodačëv                                                             | Vladislav Myl'nikov                                                                           | Davide Filippi Takahiro Shikine                                                              | [ 75 ]  |
| 25 febbraio 2022 | Sfida dei faraoni Il Cairo              | CdM  | Fioretto | Squadre | Stati Uniti Chase Emmer Nick Itkin Adam Mathieu Gerek Meinhardt             | Russia Iskander Achmetov Anton Borodačëv Kirill Borodačëv Vladislav Myl'nikov                 | Italia Guillaume Bianchi Alessio Foconi Daniele Garozzo Tommaso Marini                       | [ 76 ]  |
| 4 marzo 2022     | Grand Prix Westend Budapest             | GP   | Spada    | Indiv.  | Rubén Limardo                                                               | Dávid Nagy                                                                                    | Gabriele Cimini Niko Vuorinen                                                                | [ 77 ]  |
| 18 marzo 2022    | Coppa Gerevich-Kovács-Kárpáti Budapest  | CdM  | Sciabola | Indiv.  | Áron Szilágyi                                                               | Luca Curatoli                                                                                 | Kim Jung-hwan Oh Sang-uk                                                                     | [ 78 ]  |
| 18 marzo 2022    | Coppa Gerevich-Kovács-Kárpáti Budapest  | CdM  | Sciabola | Squadre | Ungheria Tamás Decsi Nikolász Iliász András Szatmári Áron Szilágyi          | Francia Boladé Apithy Jean-Philippe Patrice Sébastien Patrice Tom Seitz                       | Germania Raoul Bonah Lorenz Kempf Frederic Kindler Matyas Szabo                              | [ 79 ]  |
| 15 aprile 2022   | Challenge Monal Parigi                  | CdM  | Spada    | Indiv.  | Nelson Lopez-Pourtier                                                       | Ruslan Kurbanov                                                                               | Alexandre Bardenet Máté Koch                                                                 | [ 80 ]  |
| 15 aprile 2022   | Challenge Monal Parigi                  | CdM  | Spada    | Squadre | Ungheria Tibor Andrásfi Máté Koch Dávid Nagy Gergely Siklósi                | Francia Alexandre Bardenet Yannick Borel Romain Cannone Aymerick Gally                        | Ucraina Nikita Košman Ihor Rejzlin Vitaliy Svystil Yan Syč                                   | [ 81 ]  |
| 15 aprile 2022   | Coppa del mondo Belgrado                | CdM  | Fioretto | Indiv.  | Tommaso Marini                                                              | Giorgio Avola                                                                                 | Daniël Giacon Kazuki Iimura                                                                  | [ 82 ]  |
| 15 aprile 2022   | Coppa del mondo Belgrado                | CdM  | Fioretto | Squadre | Italia Guillaume Bianchi Alessio Foconi Daniele Garozzo Tommaso Marini      | Polonia Leszek Rajski Andrzej Rzadkowski Michał Siess Adrian Wojtkowiak                       | Francia Enzo Lefort Pierre Loisel Julien Mertine Maxime Pauty                                | [ 83 ]  |
| 29 aprile 2022   | Grand Prix Il Cairo                     | GP   | Spada    | Indiv.  | Yannick Borel                                                               | Nelson Lopez-Pourtier                                                                         | Alex Fava Gergely Siklósi                                                                    | [ 84 ]  |
| 29 aprile 2022   | Coppa del mondo Plovdiv                 | CdM  | Fioretto | Indiv.  | Alessio Foconi                                                              | Daniele Garozzo                                                                               | Tommaso Marini Gergő Szemes                                                                  | [ 85 ]  |
| 29 aprile 2022   | Coppa del mondo Plovdiv                 | CdM  | Fioretto | Squadre | Italia Guillaume Bianchi Alessio Foconi Daniele Garozzo Tommaso Marini      | Francia Enzo Lefort Pierre Loisel Julien Mertine Alexandre Sido                               | Stati Uniti Nick Itkin Sidarth Kumbla Alexander Massialas Gerek Meinhardt                    | [ 86 ]  |
| 6 maggio 2022    | Città di Madrid Madrid                  | CdM  | Sciabola | Indiv.  | Oh Sang-uk                                                                  | Luca Curatoli                                                                                 | Sandro Bazadze Kim Jung-hwan                                                                 | [ 87 ]  |
| 6 maggio 2022    | Città di Madrid Madrid                  | CdM  | Sciabola | Squadre | Corea del Sud Gu Bon-gil Kim Jun-ho Kim Jung-hwan Oh Sang-uk                | Ungheria Tamás Decsi Csanád Gémesi András Szatmári Áron Szilágyi                              | Italia Luca Curatoli Michele Gallo Giovanni Repetti Pietro Torre                             | [ 88 ]  |
| 12 maggio 2022   | Coppa d'Heidenheim Heidenheim           | CdM  | Spada    | Indiv.  | Romain Cannone                                                              | Houssam El Kord                                                                               | Gabriele Cimini Máté Koch                                                                    | [ 89 ]  |
| 12 maggio 2022   | Coppa d'Heidenheim Heidenheim           | CdM  | Spada    | Squadre | Corea del Sud Kim Myeong-ki Kweon Young-jun Park Sang-young Son Tae-jin     | Germania Lucas Bellmann Marco Brinkmann Richard Schmidt Samuel Unterhauser                    | Francia Alexandre Bardenet Yannick Borel Romain Cannone Nelson Lopez-Pourtier                | [ 90 ]  |
| 13 maggio 2022   | Grand Prix Incheon                      | GP   | Fioretto | Indiv.  | Tommaso Marini                                                              | Choi Chun Yin                                                                                 | Maximilien Chastanet Alessio Foconi                                                          | [ 91 ]  |
| 20 maggio 2022   | Grand Prix Padova                       | GP   | Sciabola | Indiv.  | Áron Szilágyi                                                               | Gu Bon-gil                                                                                    | Boladé Apithy Eliott Bibi                                                                    | [ 92 ]  |
| 27 maggio 2022   | Coppa del mondo Tbilisi                 | CdM  | Spada    | Indiv.  | Volodymyr Stankevyč                                                         | Máté Koch                                                                                     | Inochi Itō Ihor Rejzlin                                                                      | [ 93 ]  |
| 27 maggio 2022   | Coppa del mondo Tbilisi                 | CdM  | Spada    | Squadre | Svizzera Alexis Bayard Max Heinzer Lucas Malcotti Michele Niggeler          | Francia Alexandre Bardenet Yannick Borel Romain Cannone Nelson Lopez-Pourtier                 | Ungheria Tibor Andrásfi Máté Koch Dávid Nagy Gergely Siklósi                                 | [ 94 ]  |
| 3 giugno 2022    | Campionati panamericani Asunción        | CC   | Spada    | Indiv.  | Rubén Limardo                                                               | Gabriel Lugo                                                                                  | Samuel Gallagher-Pelletier Francisco Limardo                                                 | [ 95 ]  |
| 3 giugno 2022    | Campionati panamericani Asunción        | CC   | Spada    | Squadre | Venezuela Francisco Limardo Jesus Limardo Rubén Limardo Gabriel Lugo        | Colombia Mario Caceres Castellanos Juan Castillo Gutierrez Harnándo Roa Jhon Édison Rodríguez | Argentina José Domínguez Jesús Andrés Lugones Ruggeri Lucio Pérez Ondarts Alessandro Taccani | [ 96 ]  |
| 3 giugno 2022    | Campionati panamericani Asunción        | CC   | Fioretto | Indiv.  | Alexander Massialas                                                         | Maximilien van Haaster                                                                        | Nick Itkin Gerek Meinhardt                                                                   | [ 97 ]  |
| 3 giugno 2022    | Campionati panamericani Asunción        | CC   | Fioretto | Squadre | Stati Uniti Chase Emmer Nick Itkin Alexander Massialas Gerek Meinhardt      | Canada Blake Broszus Bogdan Hamilton Eli Shcenkel Maximilien van Haaster                      | Brasile Henrique Marques Paulo Morais Heitor Shimbo Guilherme Toldo                          | [ 98 ]  |
| 3 giugno 2022    | Campionati panamericani Asunción        | CC   | Sciabola | Indiv.  | Daryl Homer                                                                 | Eli Dershwitz                                                                                 | Pascual María Di Tella Andrew Mackiewicz                                                     | [ 99 ]  |
| 3 giugno 2022    | Campionati panamericani Asunción        | CC   | Sciabola | Squadre | Stati Uniti Eli Dershwitz Daryl Homer Andrew Mackiewicz Khalil Thompson     | Canada Farès Arfa François Cauchon Nicholas Dinu Shaul Gordon                                 | Colombia Luis Villa Correa Sebastian Cuellar Mario Alberto Palacios Murillo -                | [ 100 ] |
| 10 giugno 2022   | Campionati asiatici Seul                | CC   | Spada    | Indiv.  | Kōki Kanō                                                                   | Akira Komata                                                                                  | Lan Minghao Park Sang-young                                                                  | [ 101 ] |
| 10 giugno 2022   | Campionati asiatici Seul                | CC   | Spada    | Squadre | Corea del Sud Kim Myeong-ki Kweon Young-jun Park Sang-young Son Tae-jin     | Uzbekistan Roman Aleksandrov Fayzulla Alimov Nodirbek Muminov Javokhirbek Nurmatov            | Giappone Kōki Kanō Akira Komata Ryū Matsumoto Masaru Yamada                                  | [ 102 ] |
| 10 giugno 2022   | Campionati asiatici Seul                | CC   | Fioretto | Indiv.  | Cheung Ka Long                                                              | Mo Ziwei                                                                                      | Choi Chun Yin Wu Bin                                                                         | [ 103 ] |
| 10 giugno 2022   | Campionati asiatici Seul                | CC   | Fioretto | Squadre | Giappone Kazuki Iimura Kyosuke Matsuyama Takahiro Shikine Kenta Suzumura    | Corea del Sud Ha Tae-gyu Heo Jun Im Cheolwoo Kim Dongsu                                       | Hong Kong Cheung Ka Long Choi Chun Yin Ng Lok Wang Yeung Chi Ka                              | [ 104 ] |
| 10 giugno 2022   | Campionati asiatici Seul                | CC   | Sciabola | Indiv.  | Gu Bon-gil                                                                  | Kim Jung-hwan                                                                                 | Oh Sang-uk Artyom Sarkissyan                                                                 | [ 105 ] |
| 10 giugno 2022   | Campionati asiatici Seul                | CC   | Sciabola | Squadre | Corea del Sud Gu Bon-gil Kim Jung-hwan Kim Jun-ho Oh Sang-uk                | Giappone Kento Hoshino Mao Kokubo Kaito Streets Kento Yoshida                                 | Iran Mohammad Fotouhi Ali Pakdaman Mohammad Rahbari Nima Zahedi                              | [ 106 ] |
| 15 giugno 2022   | Campionati africani Casablanca          | CC   | Spada    | Indiv.  | Mohamed El-Sayed                                                            | Ahmad El Sokkary                                                                              | Bedi Paul Alex Beugre Harry Saner                                                            | [ 107 ] |
| 15 giugno 2022   | Campionati africani Casablanca          | CC   | Spada    | Squadre | Egitto Ahmed El-Sayed Mohamed El-Sayed Ahmad El-Sokkary Mohamed Yassine     | Marocco Abdelkarim El Haouari Houssam El Kord Omar Nahi Zacharie Roger                        | Sudafrica Sergey Losevskiy Sello Given Maduma Harry Saner Pavel Tychler                      | [ 108 ] |
| 15 giugno 2022   | Campionati africani Casablanca          | CC   | Fioretto | Indiv.  | Alaaeldin Abouelkassem                                                      | Mohamed Hamza                                                                                 | Mohamed Hassan Youcef Madi                                                                   | [ 109 ] |
| 15 giugno 2022   | Campionati africani Casablanca          | CC   | Fioretto | Squadre | Egitto Alaaeldin Abouelkassem Ahmad El-Sokkary Mohamed Hamza Mohamed Hassan | Algeria Akram Bounabi Dani-Adam Fellah Salim Heroui Youcef Madi                               | Tunisia Mohamed Aziz Cherni Ali Ghrairi Mohamed Aziz Metoui Mohamed Fadi Nefzi               | [ 110 ] |
| 15 giugno 2022   | Campionati africani Casablanca          | CC   | Sciabola | Indiv.  | Farès Ferjani                                                               | Medhat Moataz                                                                                 | Mohamed Amer Ahmed Ferjani                                                                   | [ 111 ] |
| 15 giugno 2022   | Campionati africani Casablanca          | CC   | Sciabola | Squadre | Tunisia Mohamed Aziz Cherni Ahmed Ferjani Farès Ferjani Amenallah Hmissi    | Egitto Mohamed Amer Ziad El-Sissy Adham Moataz Medhat Moataz                                  | Algeria Menaouer Benreguia Akram Bounabi Zacharia Bounchada Adel Abdelhacid Izem             | [ 112 ] |
| 17 giugno 2022   | Campionati europei Adalia               | CC   | Spada    | Indiv.  | Yannick Borel                                                               | Tristan Tulen                                                                                 | Alexis Bayard Max Heinzer                                                                    | [ 113 ] |
| 17 giugno 2022   | Campionati europei Adalia               | CC   | Spada    | Squadre | Italia Gabriele Cimini Davide Di Veroli Andrea Santarelli Federico Vismara  | Israele Grigori Beskin Yonatan Cohen Yuval Shalom Freilich Ido Harper                         | Francia Alexandre Bardenet Yannick Borel Romain Cannone Alex Fava                            | [ 114 ] |
| 17 giugno 2022   | Campionati europei Adalia               | CC   | Fioretto | Indiv.  | Daniele Garozzo                                                             | Tommaso Marini                                                                                | Giorgio Avola Maximilien Chastanet                                                           | [ 115 ] |
| 17 giugno 2022   | Campionati europei Adalia               | CC   | Fioretto | Squadre | Italia Guillaume Bianchi Alessio Foconi Daniele Garozzo Tommaso Marini      | Francia Maximilien Chastanet Alexandre Ediri Alexandre Sido Pierre Loisel                     | Polonia Leszek Rajski Andrzej Rządkowski Michał Siess Adrian Wojtkowiak                      | [ 116 ] |
| 17 giugno 2022   | Campionati europei Adalia               | CC   | Sciabola | Indiv.  | Sandro Bazadze                                                              | Luca Curatoli                                                                                 | Boladé Apithy Eliott Bibi                                                                    | [ 117 ] |
| 17 giugno 2022   | Campionati europei Adalia               | CC   | Sciabola | Squadre | Ungheria Tamás Decsi Csanád Gémesi András Szatmári Áron Szilágyi            | Ucraina Vasyl' Humen Bohdan Platonov Jurij Cap Andrij Jahodka                                 | Turchia Muhammed Anasız Tolga Aslan Kerem Çağlayan Enver Yıldırım                            | [ 118 ] |
| 15 luglio 2022   | Campionati mondiali Il Cairo            | CM   | Spada    | Indiv.  | Romain Cannone                                                              | Kazuyasu Minobe                                                                               | Neisser Loyola Ihor Rejzlin                                                                  | [ 119 ] |
| 15 luglio 2022   | Campionati mondiali Il Cairo            | CM   | Spada    | Squadre | Francia Alexandre Bardenet Yannick Borel Romain Cannone Alex Fava           | Italia Gabriele Cimini Davide Di Veroli Andrea Santarelli Federico Vismara                    | Giappone Kōki Kanō Ryū Matsumoto Kazuyasu Minobe Masaru Yamada                               | [ 120 ] |
| 15 luglio 2022   | Campionati mondiali Il Cairo            | CM   | Fioretto | Indiv.  | Enzo Lefort                                                                 | Tommaso Marini                                                                                | Cheung Ka Long Nick Itkin                                                                    | [ 121 ] |
| 15 luglio 2022   | Campionati mondiali Il Cairo            | CM   | Fioretto | Squadre | Italia Guillaume Bianchi Alessio Foconi Daniele Garozzo Tommaso Marini      | Stati Uniti Chase Emmer Nick Itkin Alexander Massialas Gerek Meinhardt                        | Francia Maximilien Chastanet Enzo Lefort Pierre Loisel Alexandre Sido                        | [ 122 ] |
| 15 luglio 2022   | Campionati mondiali Il Cairo            | CM   | Sciabola | Indiv.  | Áron Szilágyi                                                               | Maxime Pianfetti                                                                              | Sandro Bazadze Iulian Teodosiu                                                               | [ 123 ] |
| 15 luglio 2022   | Campionati mondiali Il Cairo            | CM   | Sciabola | Squadre | Corea del Sud Gu Bon-gil Kim Jung-hwan Kim Jun-ho Oh Sang-uk                | Ungheria Tamás Decsi Csanád Gémesi András Szatmári Áron Szilágyi                              | Italia Luca Curatoli Michele Gallo Luigi Samele Pietro Torre                                 | [ 124 ] |

## Classifica generale

### Spada

#### Donne
| Pos. | Atleta                    | Punti |
| ---- | ------------------------- | ----- |
| 1    | Choi In-jeong             | 196   |
| 2    | Song Se-ra                | 190   |
| 3    | Anna Kun                  | 139   |
| 4    | Marie-Florence Candassamy | 136   |
| 5    | Rossella Fiamingo         | 132   |
| 6    | Vivian Kong               | 122   |
| 7    | Nelli Differt             | 122   |
| 8    | Alberta Santuccio         | 116   |
| 9    | Alexandra Ndolo           | 104   |
| 10   | Katrina Lehis             | 96    |

| Pos. | Nazione       | Punti |
| ---- | ------------- | ----- |
| 1    | Corea del Sud | 374   |
| 2    | Italia        | 296   |
| 3    | Francia       | 286   |
| 4    | Polonia       | 260   |
| 5    | Stati Uniti   | 245   |

#### Uomini
| Pos. | Atleta             | Punti |
| ---- | ------------------ | ----- |
| 1    | Romain Cannone     | 195   |
| 2    | Yannick Borel      | 168   |
| 3    | Rubén Limardo      | 144   |
| 4    | Ihor Reizlin       | 123   |
| 5    | Kōki Kanō          | 119   |
| 6    | Máté Tamás Koch    | 115   |
| 7    | Alexandre Bardenet | 115   |
| 8    | Ruslan Kurbanov    | 114   |
| 9    | Kazuyasu Minobe    | 112   |
| 10   | Federico Vismara   | 106   |

| Pos. | Nazione       | Punti |
| ---- | ------------- | ----- |
| 1    | Francia       | 344   |
| 2    | Italia        | 283   |
| 3    | Corea del Sud | 276   |
| 4    | Ungheria      | 276   |
| 5    | Giappone      | 253   |

### Fioretto

#### Donne
| Pos. | Atleta            | Punti |
| ---- | ----------------- | ----- |
| 1    | Lee Kiefer        | 228   |
| 2    | Alice Volpi       | 170   |
| 3    | Eleanor Harvey    | 149   |
| 4    | Ysaora Thibus     | 145   |
| 5    | Arianna Errigo    | 135   |
| 6    | Francesca Palumbo | 116   |
| 7    | Leonie Ebert      | 101   |
| 8    | Anne Sauer        | 96    |
| 9    | Chen Qingyuan     | 96    |
| 10   | Jessica Guo       | 95    |

| Pos. | Nazione     | Punti |
| ---- | ----------- | ----- |
| 1    | Italia      | 412   |
| 2    | Stati Uniti | 344   |
| 3    | Giappone    | 316   |
| 4    | Francia     | 312   |
| 5    | Canada      | 250   |

#### Uomini
| Pos. | Atleta                 | Punti |
| ---- | ---------------------- | ----- |
| 1    | Tommaso Marini         | 199   |
| 2    | Cheung Ka Long         | 143   |
| 3    | Alessio Foconi         | 137   |
| 4    | Enzo Lefort            | 122   |
| 5    | Daniele Garozzo        | 116   |
| 6    | Alaaeldin Abouelkassem | 106   |
| 7    | Nick Itkin             | 98    |
| 8    | Ryan Choi              | 91    |
| 9    | Mohamed Hamza          | 80    |
| 10   | Takahiro Shikine       | 80    |

| Pos. | Nazione     | Punti |
| ---- | ----------- | ----- |
| 1    | Italia      | 424   |
| 2    | Stati Uniti | 338   |
| 3    | Francia     | 308   |
| 4    | Giappone    | 262   |
| 5    | Egitto      | 224   |

### Sciabola

#### Donne
| Pos. | Atleta                 | Punti |
| ---- | ---------------------- | ----- |
| 1    | Anna Bashta            | 235   |
| 2    | Misaki Emura           | 208   |
| 3    | Déspina Georgiádou     | 172   |
| 4    | Rossella Gregorio      | 123   |
| 5    | Caroline Quéroli       | 122   |
| 6    | Theodóra Gkountoúra    | 122   |
| 7    | Manon Brunet           | 113   |
| 8    | Lucia Martin-Portugues | 112   |
| 9    | Sara Balzer            | 100   |
| 10   | Araceli Navarro        | 96    |

| Pos. | Nazione       | Punti |
| ---- | ------------- | ----- |
| 1    | Francia       | 364   |
| 2    | Corea del Sud | 320   |
| 3    | Ungheria      | 296   |
| 4    | Giappone      | 291   |
| 5    | Italia        | 284   |

#### Uomini
| Pos. | Atleta           | Punti |
| ---- | ---------------- | ----- |
| 1    | Áron Szilágyi    | 178   |
| 2    | Sandro Bazadze   | 175   |
| 3    | Oh Sang-uk       | 163   |
| 4    | Luca Curatoli    | 151   |
| 5    | Kim Jung-hwan    | 150   |
| 6    | Boladé Apithy    | 114   |
| 7    | Maxime Pianfetti | 104   |
| 8    | Iulian Teodosiu  | 104   |
| 9    | Gu Bon-gil       | 102   |
| 10   | Daryl Homer      | 87    |

| Pos. | Nazione       | Punti |
| ---- | ------------- | ----- |
| 1    | Corea del Sud | 352   |
| 2    | Ungheria      | 312   |
| 3    | Germania      | 230   |
| 4    | Italia        | 212   |
| 5    | Francia       | 210   |